# 学年別漢字配当表
学年別漢字配当表（がくねんべつかんじはいとうひょう）は、日本の小学校で学習する漢字（いわゆる教育漢字、学習漢字）を各学年に割り当て、学年ごとに音訓順に字種を教科書体で示す表。文部科学省が告示する小学校学習指導要領の別表として示される。現行のものは1026字から成り、2017年（平成29年）に告示された小学校学習指導要領で改定され、2018年（平成30年）4月1日より特例により使用開始され、2020年（令和2年）4月1日に完全施行された。各学年では、当該学年に配当された漢字を読むこと、前の学年に配当された漢字を書くことを身に付けるよう指導することとされる。
義務教育で扱う漢字は常用漢字のみとされており、この学年別漢字配当表に示された漢字はすべて常用漢字に含まれる。常用漢字2136字のうち、この表にない1110字は中学校以降で習うことになるが、中学校のどの学年でどの字を習うか割り振る定めはなく、教科書によって異なる。

## 略史
『日本大百科全書』によると、旧・文部省は1887年に小学校で教える漢字を約2000字と定めた。『世界大百科事典』によると旧学制時代に学習すべき漢字は、義務教育6年間で約1360字であった。
第二次大戦後、1948年に「当用漢字別表」が告示され、義務教育で扱う漢字は881字とされた。学年ごとの割り当てについては規定がなかったことから、新出漢字が教科書によって異なるという状態が現れた。こうした不都合を解消するため1958年に告示され1961年に施行された小学校学習指導要領に学年別漢字配当表が示され、881字を小学校の6年間で学習することになった（1958年の学年別漢字配当表）。
1968年の小学校学習指導要領では「備考」として115字が追加され、6年での指導に「含めるように考慮するものとする。」とされた。1977年の小学校学習指導要領であらためて合計996字が学年別漢字配当表に示され、1980年に施行された（1977年の学年別漢字配当表）。それまで「備考」とされていた115字が学年別漢字配当表に組みこまれた。この際、大蔵省印刷局の教科書体活字が使われ、「漢字の指導においては、学年別漢字配当表に示す漢字の字体を標準とすること」とされた。
1989年改定（1992年施行）では、20字追加された一方、10字削除され、1006字になった（1989年の学年別漢字配当表）。
2017年改定・2020年施行の現行のものでは、都道府県名に使われる20字が追加され、2018年度以降は全都道府県の漢字表記を第4学年までに習得することとされた。

## 第1学年（80字）
一 右 雨 円 王 音 下 火 花 貝 学 気 九 休 玉 金 空 月 犬 見 五 口 校 左 三 山 子 四 糸 字 耳 七 車 手 十 出 女 小 上 森 人 水 正 生 青 夕 石 赤 千 川 先 早 草 足 村 大 男 竹 中 虫 町 天 田 土 二 日 入 年 白 八 百 文 木 本 名 目 立 力 林 六

## 第2学年（160字）
引 羽 雲 園 遠 何 科 夏 家 歌 画 回 会 海 絵 外 角 楽 活 間 丸 岩 顔 汽 記 帰 弓 牛 魚 京 強 教 近 兄 形 計 元 言 原 戸 古 午 後 語 工 公 広 交 光 考 行 高 黄 合 谷 国 黒 今 才 細 作 算 止 市 矢 姉 思 紙 寺 自 時 室 社 弱 首 秋 週 春 書 少 場 色 食 心 新 親 図 数 西 声 星 晴 切 雪 船 線 前 組 走 多 太 体 台 地 池 知 茶 昼 長 鳥 朝 直 通 弟 店 点 電 刀 冬 当 東 答 頭 同 道 読 内 南 肉 馬 売 買 麦 半 番 父 風 分 聞 米 歩 母 方 北 毎 妹 万 明 鳴 毛 門 夜 野 友 用 曜 来 里 理 話

## 第3学年（200字）
悪 安 暗 医 委 意 育 員 院 飲 運 泳 駅 央 横 屋 温 化 荷 界 開 階 寒 感 漢 館 岸 起 期 客 究 急 級 宮 球 去 橋 業 曲 局 銀 区 苦 具 君 係 軽 血 決 研 県 庫 湖 向 幸 港 号 根 祭 皿 仕 死 使 始 指 歯 詩 次 事 持 式 実 写 者 主 守 取 酒 受 州 拾 終 習 集 住 重 宿 所 暑 助 昭 消 商 章 勝 乗 植 申 身 神 真 深 進 世 整 昔 全 相 送 想 息 速 族 他 打 対 待 代 第 題 炭 短 談 着 注 柱 丁 帳 調 追 定 庭 笛 鉄 転 都 度 投 豆 島 湯 登 等 動 童 農 波 配 倍 箱 畑 発 反 坂 板 皮 悲 美 鼻 筆 氷 表 秒 病 品 負 部 服 福 物 平 返 勉 放 味 命 面 問 役 薬 由 油 有 遊 予 羊 洋 葉 陽 様 落 流 旅 両 緑 礼 列 練 路 和

## 第4学年（202字）
愛 案 以 衣 位 茨 印 英 栄 媛 塩 岡 億 加 果 貨 課 芽 賀 改 械 害 街 各 覚 潟 完 官 管 関 観 願 岐 希 季 旗 器 機 議 求 泣 給 挙 漁 共 協 鏡 競 極 熊 訓 軍 郡 群 径 景 芸 欠 結 建 健 験 固 功 好 香 候 康 佐 差 菜 最 埼 材 崎 昨 札 刷 察 参 産 散 残 氏 司 試 児 治 滋 辞 鹿 失 借 種 周 祝 順 初 松 笑 唱 焼 照 城 縄 臣 信 井 成 省 清 静 席 積 折 節 説 浅 戦 選 然 争 倉 巣 束 側 続 卒 孫 帯 隊 達 単 置 仲 沖 兆 低 底 的 典 伝 徒 努 灯 働 特 徳 栃 奈 梨 熱 念 敗 梅 博 阪 飯 飛 必 票 標 不 夫 付 府 阜 富 副 兵 別 辺 変 便 包 法 望 牧 末 満 未 民 無 約 勇 要 養 浴 利 陸 良 料 量 輪 類 令 冷 例 連 老 労 録

## 第5学年（193字）
圧 囲 移 因 永 営 衛 易 益 液 演 応 往 桜 可 仮 価 河 過 快 解 格 確 額 刊 幹 慣 眼 紀 基 寄 規 喜 技 義 逆 久 旧 救 居 許 境 均 禁 句 型 経 潔 件 険 検 限 現 減 故 個 護 効 厚 耕 航 鉱 構 興 講 告 混 査 再 災 妻 採 際 在 財 罪 殺 雑 酸 賛 士 支 史 志 枝 師 資 飼 示 似 識 質 舎 謝 授 修 述 術 準 序 招 証 象 賞 条 状 常 情 織 職 制 性 政 勢 精 製 税 責 績 接 設 絶 祖 素 総 造 像 増 則 測 属 率 損 貸 態 団 断 築 貯 張 停 提 程 適 統 堂 銅 導 得 毒 独 任 燃 能 破 犯 判 版 比 肥 非 費 備 評 貧 布 婦 武 復 複 仏 粉 編 弁 保 墓 報 豊 防 貿 暴 脈 務 夢 迷 綿 輸 余 容 略 留 領 歴

## 第6学年（191字）
胃 異 遺 域 宇 映 延 沿 恩 我 灰 拡 革 閣 割 株 干 巻 看 簡 危 机 揮 貴 疑 吸 供 胸 郷 勤 筋 系 敬 警 劇 激 穴 券 絹 権 憲 源 厳 己 呼 誤 后 孝 皇 紅 降 鋼 刻 穀 骨 困 砂 座 済 裁 策 冊 蚕 至 私 姿 視 詞 誌 磁 射 捨 尺 若 樹 収 宗 就 衆 従 縦 縮 熟 純 処 署 諸 除 承 将 傷 障 蒸 針 仁 垂 推 寸 盛 聖 誠 舌 宣 専 泉 洗 染 銭 善 奏 窓 創 装 層 操 蔵 臓 存 尊 退 宅 担 探 誕 段 暖 値 宙 忠 著 庁 頂 腸 潮 賃 痛 敵 展 討 党 糖 届 難 乳 認 納 脳 派 拝 背 肺 俳 班 晩 否 批 秘 俵 腹 奮 並 陛 閉 片 補 暮 宝 訪 亡 忘 棒 枚 幕 密 盟 模 訳 郵 優 預 幼 欲 翌 乱 卵 覧 裏 律 臨 朗 論　

## 改定前との比較
| 学年 | 改定前 | 新規追加 | 別学年から | 別学年へ | 改定後 |
| ---- | ------ | -------- | ---------- | -------- | ------ |
| 1    | 80     | -        | -          | -        | 80     |
| 2    | 160    | -        | -          | -        | 160    |
| 3    | 200    | -        | -          | -        | 200    |
| 4    | 200    | 20       | 5          | 23       | 202    |
| 5    | 185    | -        | 21         | 13       | 193    |
| 6    | 181    | -        | 11         | 1        | 191    |
| 合計 | 1006   | 20       | (37)       | (37)     | 1026   |

第5学年から第4学年に移動（4字）
賀 群 徳 富
第6学年から第4学年に移動（1字）
城
中学から第4学年に移動（20字）
茨 媛 岡 潟 岐 熊 香 佐 埼 崎 滋 鹿 縄 井 沖 栃 奈 梨 阪 阜
第4学年から第5学年に移動（21字）
囲 紀 喜 救 型 航 告 殺 士 史 象 賞 貯 停 堂 得 毒 費 粉 脈 歴
第4学年から第6学年に移動（2字）
胃 腸
第5学年から第6学年に移動（9字）
恩 券 承 舌 銭 退 敵 俵 預